# Die Säge des Todes
Die Säge des Todes (en España Colegialas violadas) es una película de terror hispano-alemana de 1981 dirigida por Jesús Franco.

## Argumento
Miguel, un joven con el rostro desfigurado, intenta engañar a una chica a tener relaciones sexuales con él, haciéndose pasar por otra persona. Cuando su plan falla corta brutalmente a la joven con unas tijeras. Después de los crímenes, Miguel es internado en una institución mental durante cinco años.

## Reparto
- Olivia Pascal como Angela.
- Christoph Moosbrugger como Álvaro.
- Nadja Gerganoff como Manuela.
- Alexander Waechter como Miguel.
- Jasmin Losensky como Inga.
- Corinna Drews como Laura.
- Ann-Beate Engelke como Eva.
- Peter Exacoustos como Antonio.
- Antonia García como Elvira.
- Beatriz Sancho como Nieto.
- María Rubio como la condesa Maria Gonzales.
- Otto Retzer como Bueno.
- Jesús Franco como Doctor.

## Lanzamiento
La película fue lanzada en DVD por primera vez en Estados Unidos por Severin Films en 2008.